# Sangonera la Verde

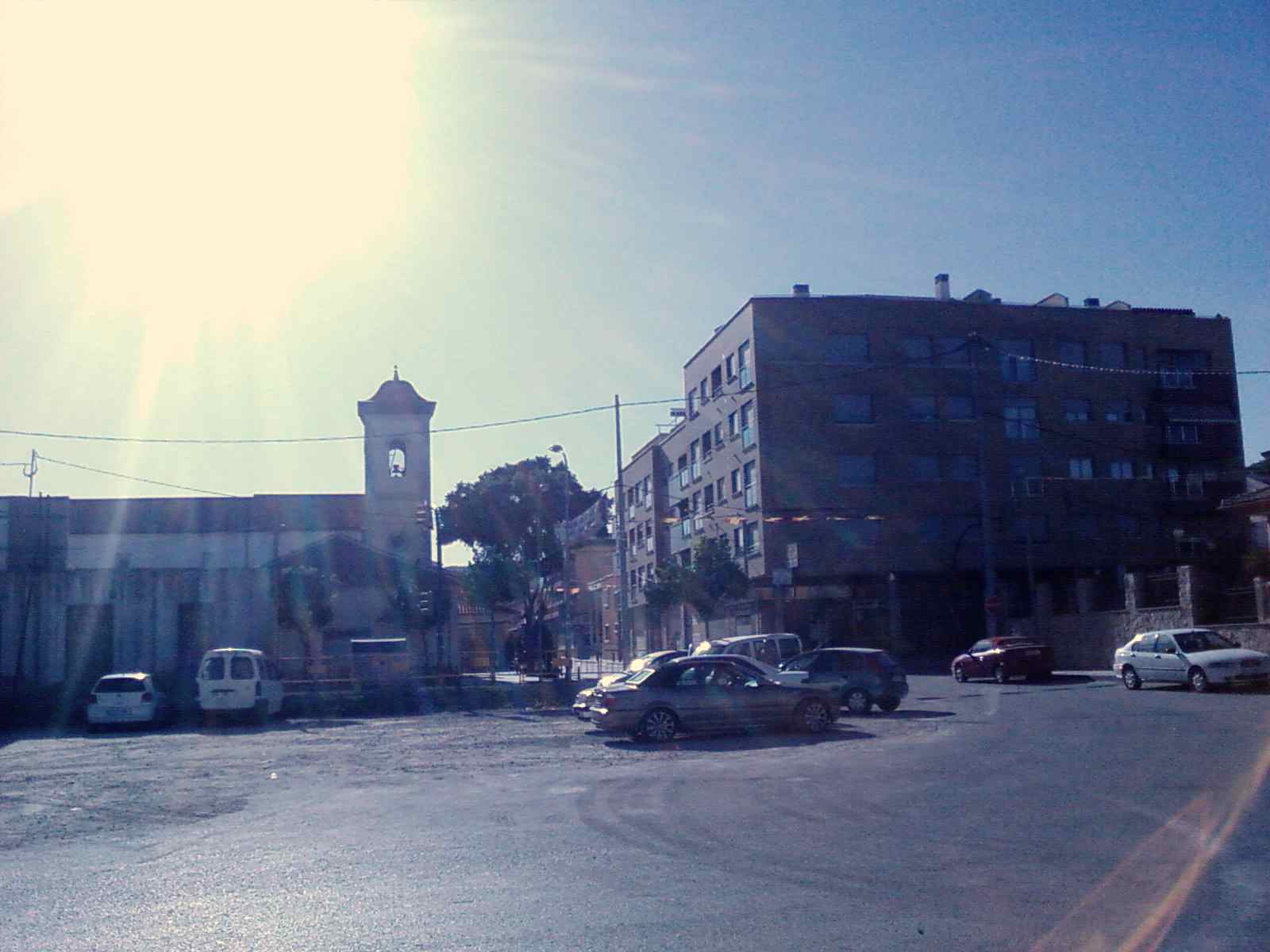
Die Kirche von Sangonera la Verde

Sangonera la Verde ist ein zur südostspanischen Stadt Murcia gehörender Ort mit 10.305 Einwohnern (2011) und einer Fläche von 14,418 km².

## Lage
Der Ort liegt etwa 8 km südwestlich vom Zentrum Murcias entfernt. Umgeben ist er von den Ortsteilen Sangonera la Seca (Norden), San Gines (Nordosten), San Jose de la Montana und Buenavista im Osten und Cuevas del Norte im Südwesten. In der Nähe verlaufen die Stadtautobahnen MU-30 und MU-31.

## Sehenswürdigkeiten
- Kirche Nuestra Señora de los Ángeles
- Ermita de la Santa Cruz
- Naturpark von Carrascoy
- Moderne Wohnsiedlung Torre Guil
- Naturpark Majal Blanco